# Кошоев, Темирбек Кудайбергенович
Темирбек Кудайбергенович Кошоев (кирг. Темирбек Кудайбергенович Кошоев; 1 августа 1931, с. Кичи-Кемин, Киргизская АССР, РСФСР, СССР — 23 июня 2009, Бишкек, Кыргызстан) — советский киргизский партийный и государственный деятель. Первый секретарь Ошского обкома КП Киргизии (1978—1981), Председатель Президиума Верховного Совета Киргизской ССР, заместитель Председателя Президиума Верховного Совета СССР (1981—1987).

## Биография
После окончания лесной школы г. Фрунзе в 1950 г. работал лесничим в Кеминском лесхозе.
В 1952—1957 гг. являлся студентом агрономического факультета Кыргызского сельхозинститута.
В 1957—1966 гг. трудился инструктором ЦК Коммунистической партии Киргизии, вторым секретарем Ошского райкома партии, председателем Карасуйского райисполкома, заместителем заведующего сельхозотделом ЦК Коммунистической партии Киргизии, первым заместителем председателя Ошского облисполкома, начальником облсельхозуправления,
С 1966 г. — председатель Ошского облисполкома,
В 1978—1981 гг. — первый секретарь Ошского обкома Компартии Киргизии.
В 1981—1987 гг. — председатель Президиума Верховного Совета Киргизской ССР, заместитель Председателя Президиума Верховного Совета СССР.
Кандидат в члены ЦК КПСС в 1986—1989 гг. Член Центральной ревизионной комиссии КПСС в 1981—1986 гг. Член КПСС с 1952 г.
Являлся членом ЦК и бюро ЦК Компартии Киргизской ССР.
Депутат Совета Национальностей Верховного Совета СССР 10-11 созывов и Верховного Совета Киргизской ССР 6-11 созывов.
С 1987 г. на пенсии.

## Награды
- Награждён орденами Трудового Красного Знамени, Октябрьской революции, «Знак Почета», многими медалями, Почетной Грамотой Верховного Совета Киргизской ССР, орденом «Манаса III степени».
- Памятная золотая медаль «Манас-1000» (15 августа 1995)[1].